# Perica Ognjenović
Pour les articles homonymes, voir Ognjenovic.
Perica Ognjenović (en serbe en écriture cyrillique : Перица Огњеновић), né le 24 février 1977 à Smederevska Palanka, Yougoslavie (aujourd'hui en Serbie), est un footballeur serbe qui évoluait en équipe de Yougoslavie au poste d'attaquant.

## Biographie

### Carrière en club
Au début de sa carrière, il était considéré comme l'un des meilleurs espoirs serbes, il est vu aujourd'hui comme l'un des plus spectaculaires exemples d'échec sportif.
Ognjenović a commencé le football avec la modeste équipe de sa ville natale, le Mladost Goša avec laquelle il a évolué dans toutes les catégories jusqu'en équipe senior, juste après son seizième anniversaire lors de la saison 1992-1993. À ce moment, le FK Mladost évoluait en Srpska liga (3e division serbe) et il est devenu vite évident que le talent d'Ognjenovic devait le faire évoluer a un meilleur niveau. Il a tapé dans l'œil de l'Étoile rouge de Belgrade pour lesquels il a été transféré à l'âge de 17 ans, lors de l'été 1994.
Très rapide et technique, il est rapidement apparu comme une star potentielle. Une série de bonnes performances avec l'Étoile rouge de Belgrade ont permis son transfert pour le Real Madrid le 12 janvier 1999 pour 5 millions de Deutsch marks, et pour un salaire de 2 millions de marks (). Cependant, sa période madrilène n'a pas été très heureuse. Ognjenovic a passé deux ans et demi infructueux à Bernabéu, avec trente apparitions en équipe première, beaucoup en tant que remplaçant, toutes compétitions confondues (Primera division, Copa del Rey, et Ligue des champions). Il quitta finalement le Real durant l'été 2001.
Durant les six mois suivants, Ognjenovic ne retrouva pas de clubs. Il s'entraîna tout seul avec un entraîneur privé jusqu'à son arrivée à FC Kaiserslautern le 17 janvier 2002. Le contrat le liait jusqu'en 2002 avec deux années supplémentaires en option (; ).
Après avoir raté son passage en Bundesliga, Ognjenović partit en Chine, au Dalian Shide, où il arriva en janvier 2003 grâce à l'entraîneur de l'équipe, Milorad Kosanović, qui était son entraîneur à l'Étoile rouge de Belgrade.
Ognjenović est ensuite parti au Dynamo Kiev lors de l'été 2003, mais ne put avoir plus de temps de jeu. À une époque l'un des meilleurs espoirs européens, il partit en 2e division française au SCO d'Angers en janvier 2005.
En mai 2006, Ognjenović partit en Malaysian Super League, au Selangor de Shah Alam, pour un contrat de six mois (). Le club était dernier du championnat au moment de la signature du contrat.
Plus récemment, Ognjenović partit dans le Championnat grec au Ergotelis FC en décembre 2006 avec un contrat d'un an et demi jusqu'à juillet 2008.
Il revient en juillet 2009 en Serbie, en signant au FK Jagodina.

### Carrière internationale
Ognjenović a fait partie de l'équipe de FR Yougoslavie à la Coupe du monde de football 1998.

## Palmarès

### En équipe nationale
- 8 sélections et 0 but avec l'équipe de Yougoslavie entre 1995 et 1998.
- 1 participation à une phase finale d'une coupe du monde de football en 1998.

### Avec l'Étoile rouge de Belgrade
- Vainqueur du Champion de Yougoslavie en 1995.
- Vainqueur de la Coupe de Yougoslavie en 1995, 1996 et 1997.

### Avec le Dynamo Kiev
- Vainqueur du Championnat d'Ukraine en 2004.

## Caarière d'entraîneur
- mars 2020-2020 :  FK Zvijezda 09